# Giacomo Boni
Giacomo Boni (ur. 25 kwietnia 1859 w Wenecji, zm. 10 lipca 1925) – włoski archeolog, specjalizujący się w architekturze rzymskiej.
Urodził się w Wenecji, gdzie studiował architekturę. Pracował jako architekt w Wenecji, gdzie zaangażował się w odrestaurowanie Pałacu Dożów. W czas prac konserwatorskich dał popis swoim umiejętnościom. Następnie podjął studia architektoniczne we Florencji.
W roku 1888 został mianowany kierownikiem wykopalisk na Forum Romanum, które kontynuował, aż do śmierci w 1925 roku. Wykopaliska przyniosły wiele ciekawych odkryć, włączając Nekropolie z epoki żelaza niedaleko świątyni Antonina i Faustyny, czy Lapis Niger. W 1907 Boni prowadził badania na Palatynie. Wykopaliska zostały przerwane przez wybuch I wojnę światową (Giacomo Boni brał w niej udział).
Prekursor rygorystycznego stosowania metody stratygraficznej oraz technik dokumentacji. Prowadził wykopaliska na Forum Romanum.